# Mattia Vitale
Mattia Vitale (* 1. Oktober 1997 in Bologna) ist ein italienischer Fußballspieler. Der Mittelfeldspieler steht aktuell bei Juventus Turin unter Vertrag und ist aktuell an SPAL Ferrara verliehen.

## Karriere
Vitale begann mit dem Fußball im Alter von fünf Jahren bei dem FC Persiceto 85 in seiner Heimatstadt San Giovanni in Persiceto in der damaligen Provinz Bologna. Bis 2009 spielte er für Persiceto, bevor er in die Jugend des FC Bologna wechselte, in der er zwei Jahre spielte. 2011 wechselte er zu Juventus Turin, in dessen Jugendabteilung er seitdem aktiv ist.
In der Rückrunde der Spielzeit 2014/15 kam Vitale, nachdem er bereits mehrere Male im Kader stand, zu seinen ersten Profieinsätzen für Juve. Er wurde sowohl am 11. April 2015 bei der 0:1-Niederlage gegen den FC Parma als auch am letzten Spieltag gegen Cagliari Calcio eingewechselt. Seit der Saison 2015/16 gehört Vitale zum Stammkader der Turiner.
Im Januar 2016 wurde er bis Saisonende an den Zweitligisten SS Virtus Lanciano verliehen. Im Sommer 2016 folgte eine Leihe zur AC Cesena, für die er in der Saison 2016/17 21 Partien absolvierte.
Im Sommer 2017 wurde Vitale dann an den FC Venedig verliehen, die Leihe wurde jedoch im August vorzeitig aufgelöst, ohne dass Vitale ein Spiel bestritt. Bereits einen Tag später wurde eine Leihe zu SPAL Ferrara ausgehandelt.
Vitale spielt seit 2014 für die U-18-Nationalmannschaft Italiens.

## Erfolge
- Italienischer Meister: 2014/15
- Italienischer Pokalsieger: 2014/15
- Italienischer Supercupsieger: 2015